# Círculo de Mecenas
El Círculo de Mecenas fue una tertulia formada principalmente por poetas, pero también por escritores y artistas protegidos por el magnate romano Cayo Mecenas, uno de los mayores amigos del emperador Augusto, cuya ideología defiende y plasma en la mayoría de sus obras literarias, a fines de la década de los 30 a. de Cristo.
El propio Mecenas, amante del arte y la cultura, era escritor aficionado: se conservan algunos fragmentos de sus obras. El círculo que animaba estaba formado principalmente por el poeta Horacio, al que descubrió él mismo, y por Virgilio, quien le dedicó sus Geórgicas, pero también por Propercio y algunos otros poetas de menor consideración como Lucio Vario Rufo, Plocio Tucca, Cayo Valgio Rufo o Domicio Marso. Mecenas les hizo regalos, resolvió sus problemas económicos y se preocupó de encargarles obras y animar su inspiración. Tras la guerra civil, Roma necesitaba un sentimiento de unidad que el emperador Augusto se esforzó por divulgar, junto a las ideas de retorno a las antiguas virtus y pietas y la crítica del lujo, en lo que lo secundó Mecenas, quien animó a Horacio a plasmar este propósito en su Carmen saeculare, como también al poeta Virgilio, junto con el propio emperador, a escribir una nueva epopeya nacional romana que sustituyera a los ya arcaicos poemas épicos nacionales de Nevio y Ennio, la Eneida, y elogiase a la gens Iulia del emperador a partir de una leyenda del antiguo culto a Eneas que los Etruscos mantuvieron en la ciudad de Veyes. En efecto Eneas representa en cierto modo la figura de Augusto, como la de Dido la de Cleopatra y Anquises muestra al héroe las futuras glorias de Roma en el Hades, en el famoso libro VI de la epopeya.  
- Datos: Q5796567